# 江崎道朗
江崎 道朗（えざき みちお、1962年 - ）は、日本の情報史学者、評論家。麗澤大学客員教授。
専門は安全保障・インテリジェンス・近現代史。

## 人物
福岡県大川市生まれ。福岡県立伝習館高等学校を卒業。1984年、九州大学文学部哲学科を卒業。
「日本を守る国民会議」事務局、日本青年協議会月刊誌『祖国と青年』編集長を経て、1997年から日本会議事務総局に勤務、日本会議国会議員懇談会の政策研究を担当する専任研究員。
2020年3月には渡瀬裕哉、倉山満とともに「救国シンクタンク」を設立した。　

## 主張
- 2022年ロシアのウクライナ侵攻に関し、日本のロシアへの金融制裁を評価。「人類の文明の進歩に逆行する行為」と非難している[5]。
- 2019年-2020年香港民主化デモに関係し、台湾への緊張をもたらし、さらには先島諸島に自衛隊が配備されている理由を述べ「今日の香港、明日の台湾、明後日の沖縄」であると述べている[6]。
- 日本に対外インテリジェンス機関がないことから、ロシアや中国のプロパガンダに反論できる『ファクトの調査能力』がないと主張している[7]。
- 2017年アメリカのトランプ大統領が韓国を訪問した際の声明のポイントを以下の4点とした[8]。 ①ロシア革命100周年に際して、改めて共産主義の問題点を強調 ②20世紀において最大の犠牲者を生んだのは戦争ではなく、共産主義であったと指摘。 ③共産主義の脅威は現在進行形であると指摘。 ④アメリカ・ファーストを掲げるが、共産主義・全体主義と戦う同盟国と連携し「世界の」自由を守る方針を貫くと表明。

## 受賞歴
- ヨゼフ・ロゲンドルフ賞 （第14回、1998年）
- アパ日本再興大賞（第1回、2018年）
- 正論新風賞[9]（第20回、2019年）
- 正論大賞[10]（第24回、2023年）

## 著書

### 単著
- 『コミンテルンとルーズヴェルトの時限爆弾―迫り来る反日包囲網の正体を暴く』 展転社、2012年12月。ISBN 978-4886563804。
- 『アメリカ側から見た東京裁判史観の虚妄』 祥伝社新書、2016年9月。ISBN 978-4396114817。
- 『マスコミが報じないトランプ台頭の秘密』 青林堂、2016年10月。ISBN 978-4792605681。
- 『コミンテルンの謀略と日本の敗戦』 PHP研究所〈PHP新書〉、2017年8月。ISBN 978-4569836546。
- 『日本は誰と戦ったのか コミンテルンの秘密工作を追求するアメリカ』 KKベストセラーズ、2017年12月、ISBN 978-4584138298
  - 『日本は誰と戦ったのか』 ワニブックスPLUS新書、2019年2月、ISBN 978-4847066207
- 『日本占領と「敗戦革命」の危機』 PHP新書、2018年8月、ISBN 978-4569841298
- 『知りたくないではすまされない ニュースの裏側を見抜くためにこれだけは学んでおきたいこと』 KADOKAWA、2018年12月、ISBN 978-4046040794
- 『フリーダム 国家の命運を外国に委ねるな』展転社、2019年1月。ISBN 978-4886564726。
- 『天皇家 百五十年の戦い』 ビジネス社、2019年4月、ISBN 978-4828420783
- 『朝鮮戦争と日本・台湾「侵略」工作』 PHP新書、2019年8月、ISBN 978-4569843490
- 『日本外務省はソ連の対米工作を知っていた』 育鵬社、2020年3月。ISBN 978-4594084455
  - 『ルーズヴェルト政権の米国を蝕んだソ連のスパイ工作 「米国共産党調書」を読み解く』 扶桑社新書、2023年4月。ISBN 978-4594094218
- 『インテリジェンスと保守自由主義　新型コロナに見る日本の動向』 青林堂、2020年5月。ISBN 978-4792606770
- 『緒方竹虎と日本のインテリジェンス』 PHP新書、2021年7月、ISBN 978-4569849928
- 『日本人が知らない近現代史の虚妄　インテリジェンスで読み解く第二次世界大戦』 SB新書、2021年12月。ISBN 9784-815611828
- 『米中と経済安保　インテリジェンスで読み解く』 扶桑社、2022年3月。ISBN 978-4594090777
- 『日本の軍事的欠点を敢えて示そう』 かや書房、2023年2月。ISBN 978-4910364254
- 『なぜこれを知らないと日本の未来が見抜けないのか』 KADOKAWA、2023年4月。ISBN 978-4046054746

### 共編著
- （佐藤和男監修、終戦五十周年国民委員会）『世界がさばく東京裁判―85人の外国人識者が語る連合国批判』 明成社、1996年8月、新版2005年8月。ISBN 978-4944219360。
- （藤岡信勝、自由主義史観研究会編）『教科書が教えない歴史2』 扶桑社、1996年12月。ISBN 978-4594021535。
- （竹本忠雄、大原康男、日本会議国際広報委員会）『再審「南京大虐殺」 世界に訴える日本の冤罪』 明成社、2000年12月。ISBN 978-4944219056。
- （名越二荒之助編著）『日韓共鳴二千年史―これを読めば韓国も日本も好きになる』 明成社、2002年5月。ISBN 978-4944219117。
- （椛島有三）『戦後教育を歪めたGHQ主導の教育基本法―国会議論の焦点「国を愛する心」「宗教的情操」「教育に対する国の責任」を問う』 明成社、2006年8月。ISBN 978-4944219445。
- （中西輝政、日本会議編著）『日本人として知っておきたい皇室のこと』 PHP研究所、2008年11月。ISBN 978-4569699042。
- （倉山満、中丸ひろむ）『国士鼎談』 青林堂、2016年6月。ISBN 978-4792605568。
- （濱口和久、坂東忠信）『日本版 民間防衛』 イラスト・富田安紀子、青林堂、2018年8月、ISBN 978-4792606312
- （渡部悦和）『言ってはいけない!? 国家論　いまこそ、トランプの暴走、習近平の野望に学べ!』 扶桑社、2019年7月、ISBN 978-4594082444
- （百田尚樹）『危うい国・日本国』 ワック、2020年4月。ISBN 978-4898314890
- （福島香織・宮脇淳子）『米中ソに翻弄されたアジア史　カンボジアで考えた日本の対アジア戦略』 扶桑社、2020年9月。扶桑社新書、2023年1月。ISBN 978-4594093723
- （渡瀬裕哉・倉山満・宮脇淳子）『リバタリアンとは何か』 藤原書店、2022年1月。ISBN 978-4865783339
- （小川清史・伊藤俊幸・小野田治／桜林美佐・倉山満と共に聞き手）『陸・海・空究極のブリーフィング』 ワニブックス、2023年1月
- （茂田忠良／聞き手）『シギント　最強のインテリジェンス』 ワニブックス、2024年4月
- （田北真樹子）『日本がダメだと思っている人へ　これが防衛力抜本強化の実態だ』 ビジネス社、2024年10月

### 翻訳・解説
- リー・エドワーズ（英語版）『現代アメリカ保守主義運動小史』 渡邉稔訳・解説、明成社、2008年8月。監修
  - リー・エドワーズ『現代アメリカ保守主義運動小史』 渡邉稔訳・解説、育鵬社、2021年8月。ISBN 978-4594089450
- 山内智恵子『ミトロヒン文書　KGB・工作の近現代史』ワニブックス、2020年9月。監修
- 編訳『米国共産党調書 外務省アメリカ局第一課作成』扶桑社、2021年5月
- 山内智恵子『インテリジェンスで読む日中戦争』ワニブックス、2022年8月。監修

## 連載
- 「SEIRON時評」（正論2014年4月号 - ）
- 「江崎道朗のネットブリーフィング」（日刊SPA 2016年12月21日 - ）